# Trichoglottis persicina
Trichoglottis persicina är en orkidéart som beskrevs av P.O'byrne. Trichoglottis persicina ingår i släktet Trichoglottis och familjen orkidéer. Inga underarter finns listade i Catalogue of Life.